# シビル・バンマー
シビル・バンマー（Sybille Bammer, 1980年4月27日 - ）は、オーストリア・リンツ出身の女子プロテニス選手。彼女は25歳で4大大会にデビューした遅咲きタイプの選手で、WTAツアーでシングルス2勝を挙げた。1人の娘を持つ“ママさん選手”として活動していた。左利き、バックハンド・ストロークは両手打ち。世界ランキング自己最高位は19位（2007年12月）。

## 来歴
バンマーは母親の勧めで11歳からテニスを始め、1997年にプロ入りした。2000年ウィンブルドンで4大大会の予選会に初挑戦したが、この予選会の1回戦で日本の浅越しのぶに敗れたことがある。翌2001年、バンマーは娘を出産した。2003年に女子テニス国別対抗戦・フェドカップのオーストリア代表選手に初選出される。2003年全豪オープンから4大大会予選会にも再挑戦を始めるが、なかなか本戦出場に手が届かず、ようやく2005年全米オープンで初めての本戦出場を果たした。（予選会は、3試合を勝ち抜かないと本戦出場権を得られない。）25歳にして4大大会本戦初出場を決めたバンマーは、この大会では1回戦で止まったが、これを契機にキャリアを開花させていく。
2006年、バンマーは全豪オープンとウィンブルドンの2大会で3回戦に勝ち進み、フェド杯にも2年ぶり3度目の出場をしたが、「ワールドグループ」準々決勝で出場3試合すべてを落としてしまう。2007年に入り、全豪オープンでは1回戦で第12シードのアンナ・チャクベタゼ（ロシア）に敗れたが、2月第2週のタイ・パタヤ大会で活躍する。バンマーは初進出の決勝でヒセラ・ドゥルコ（アルゼンチン）を 7-5, 3-6, 7-5 で破り、26歳10ヶ月でツアー初優勝を果たした。これで勢いに乗ったバンマーは、3月前半のインディアンウェルズ・マスターズでスベトラーナ・クズネツォワ（ロシア）との準決勝に勝ち上がり、4大大会に次ぐ大規模な大会で初めての好成績を出した。5月末開幕の全仏オープンで初めて「第20シード」を与えられ、第1シードのジュスティーヌ・エナンとの4回戦まで進出する。全米オープンでも4回戦に進み、第3シードのエレナ・ヤンコビッチ（セルビア）に 4-6, 6-4, 1-6 で敗れた。
2008年の北京五輪で、バンマーは初めてオリンピックのオーストリア代表選手に選ばれ、女子シングルス準々決勝まで勝ち進んだ。この試合では第9シードのベラ・ズボナレワ（ロシア）に 3-6, 6-3, 3-6 で敗れた。オリンピック終了後の全米オープンで、バンマーは初めてのベスト8に進出し、4大大会自己最高成績を出した。準々決勝では第2シードのエレナ・ヤンコビッチに 1-6, 4-6 でストレート負けした。オーストリアの女子選手が4大大会シングルスのベスト8に残ったのは、1999年全米オープンのバルバラ・シェット以来9年ぶりだった。2009年7月中旬の「ECMプラハ・オープン」決勝で、バンマーはフランチェスカ・スキアボーネ（イタリア）を 7-6(4), 6-2 で破り、2年ぶりのツアー2勝目を挙げた。
バンマーは2011年7月、地元で開催されたガシュタイン女子を最後に31歳で現役を引退した。

## WTAツアー決勝進出結果

### シングルス: 2回 (2勝0敗)
| 大会グレード          | 大会グレード                 |
| 2008年以前            | 2009年以後                   |
| --------------------- | ---------------------------- |
| グランドスラム (0–0)  |                              |
| WTAファイナルズ (0–0) |                              |
| ティア I (0–0)        | プレミア・マンダトリー (0-0) |
| ティア I (0–0)        | プレミア5 (0-0)              |
| ティア II (0–0)       | プレミア (0–0)               |
| ティア III (0–0)      | インターナショナル (1–0)     |
| ティア IV ＆ V (1–0)  | インターナショナル (1–0)     |

| 結果 | No. | 決勝日        | 大会   | サーフェス | 対戦相手                     | スコア        |
| ---- | --- | ------------- | ------ | ---------- | ---------------------------- | ------------- |
| 優勝 | 1.  | 2007年2月11日 | パタヤ | ハード     | ヒセラ・ドゥルコ             | 7–5, 3–6, 7–5 |
| 優勝 | 2.  | 2009年7月19日 | プラハ | クレー     | フランチェスカ・スキアボーネ | 7–6(4), 6–2   |

## 4大大会シングルス成績
略語の説明
| W | F | SF | QF | #R | RR | Q# | LQ | A | Z# | PO | G | S | B | NMS | P | NH |

W=優勝, F=準優勝, SF=ベスト4, QF=ベスト8, #R=#回戦敗退, RR=ラウンドロビン敗退, Q#=予選#回戦敗退, LQ=予選敗退, A=大会不参加, Z#=デビスカップ/BJKカップ地域ゾーン, PO=デビスカップ/BJKカッププレーオフ, G=オリンピック金メダル, S=オリンピック銀メダル, B=オリンピック銅メダル, NMS=マスターズシリーズから降格, P=開催延期, NH=開催なし.
| 大会           | 2000 | 2001 | 2002 | 2003 | 2004 | 2005 | 2006 | 2007 | 2008 | 2009 | 2010 | 2011 | 通算成績 |
| -------------- | ---- | ---- | ---- | ---- | ---- | ---- | ---- | ---- | ---- | ---- | ---- | ---- | -------- |
| 全豪オープン   | A    | A    | A    | LQ   | LQ   | LQ   | 3R   | 1R   | 2R   | 1R   | 2R   | 1R   | 4–6      |
| 全仏オープン   | A    | A    | A    | LQ   | LQ   | LQ   | 1R   | 4R   | 1R   | 2R   | 2R   | 1R   | 5–6      |
| ウィンブルドン | LQ   | A    | A    | LQ   | LQ   | LQ   | 3R   | 2R   | 2R   | 1R   | 1R   | 1R   | 4–6      |
| 全米オープン   | LQ   | A    | A    | A    | LQ   | 1R   | 2R   | 4R   | QF   | 1R   | 2R   | A    | 9–6      |